# Microtmethis kuthyi
Microtmethis kuthyi is een rechtvleugelig insect uit de familie Lithidiidae. De wetenschappelijke naam van deze soort is voor het eerst geldig gepubliceerd in 1910 door Heinrich Hugo Karny. De soort werd gevonden in Duits-Zuidwest-Afrika (het huidige Namibië). De naam is een eerbetoon aan de Hongaarse entomoloog Dezső Kuthy (1844-1917).